# Drielelklokvogel
De drielelklokvogel (Procnias tricarunculatus) is een vogel uit de familie Cotingidae (Cotinga’s).

## Kenmerken
Deze zeer opvallende vogel heeft een bruin verenkleed, met een witte kop en nek. Naast zijn bek hangen drie lellen, die hem zijn naam geven. Deze lellen kunnen ruim 12 cm lang worden. Het dier maakt een zeer bijzonder geluid. Het mannetje klinkt als een 'bonk', maar wie goed luistert hoort drie tonen, met de klap aan het einde. De lichaamslengte bedraagt 25 tot 30 cm.

## Leefwijze
Deze vogel is een vruchteneter, die flinke vruchten in hun geheel doorslikt dankzij zijn brede mondopening.

## Verspreiding, leefgebied en status
De drielelklokvogel broedt in Midden-Amerika van Honduras tot Panama in heuvel- en berggebieden op een hoogte van 1200 tot 2100 m boven de zeespiegel.

## Status
Dit type leefgebied wordt bedreigd. Vooral de wouden in het laagland, het overwinteringsgebied van de drielelklokvogel, worden gekapt en omgezet in bananenplantages of weidegronden voor vee. De grootte van de populatie is in 2020 geschat op 3600-14.000 volwassen individuen en dit aantal gaat achteruit. Om deze redenen staat deze klokvogel als kwetsbaar op de Rode Lijst van de IUCN.